# Sai (Kama)
Der Sai (russisch Зай) ist ein linker Nebenfluss der Kama in der russischen Republik Tatarstan.
Der Fluss entspringt auf den Bugulma-Belebeier Höhen im Rajon Bugulma. Im Oberlauf trägt er die Bezeichnung Степной Зай (Stepnoi Sai, „Steppen-Sai“). Erst 64 km oberhalb der Mündung, bei Sainsk nach der Einmündung des Лесной Зай (Lesnoi Sai, „Wald-Sai“), trägt der Fluss den Namen Sai.
Der Fluss fließt in überwiegend nordnordwestlicher Richtung. Dabei durchfließt er die Großstadt Almetjewsk. Er mündet schließlich 7 km südwestlich von Nischnekamsk in den zum Kuibyschewer Stausee aufgestauten Unterlauf der Kama.
Der Sai hat eine Länge von 219 km. Sein Einzugsgebiet umfasst eine Fläche von 5020 km².